# Belgische Supercup 1980
De Belgische Supercup van het seizoen 1979/80 vond plaats op 24 augustus 1980 in het Heizelstadion. Kampioen Club Brugge nam het op tegen verliezend bekerfinalist KSK Beveren en dus niet tegen bekerwinnaar Waterschei. (Waterschei SV Thor had de beker gewonnen, maar de verliezende bekerfinalist Beveren speelde de supercup. Waterschei kreeg als amateurclub geen toestemming van de Koninklijke Belgische Voetbalbond om mee te spelen.) In een matig gevuld stadion zagen de supporters hoe Jan Ceulemans zijn team op voorsprong trapte. In de tweede helft zorgde Daniël De Cubber, een gewezen speler van blauw-zwart, voor de gelijkmaker. In de strafschoppenreeks ontpopte de Deense doelman Birger Jensen zich tot de held van de dag. Hij hield meerdere strafschoppen tegen en trapte zelf de beslissende elfmeter binnen. Club Brugge mocht even later voor het eerst de Supercup in ontvangst nemen.

## Wedstrijddetails
|                           | |       | |                        |
| 24 augustus 1980 Supercup | Club Brugge | 1 – 1 | KSK Beveren | Heizelstadion, Brussel |
| 24 augustus 1980 Supercup | Ceulemans |       | De Cubber | Heizelstadion, Brussel |
| 24 augustus 1980 Supercup | Strafschoppen |       | | Heizelstadion, Brussel |
| 24 augustus 1980 Supercup | Gescoord met penalty · Gemiste strafschop · Gemiste strafschop · Gescoord met penalty · Gemiste strafschop · Gescoord met penalty · Gescoord met penalty | 4 - 3 | Gescoord met penalty · Gemiste strafschop · Gemiste strafschop · Gemiste strafschop · Gescoord met penalty · Gescoord met penalty · Gemiste strafschop | Heizelstadion, Brussel |

| Club Brugge | Beveren |

1979 · 1980 · 1981 · 1982 · 1983 · 1984 · 1985 · 1986 · 1987 · 1988 · 1989 · 1990 · 1991 · 1992 · 1993 · 1994 · 1995 · 1996 · 1997 · 1998 · 1999 · 2000 · 2001 · 2002 · 2003 · 2004 · 2005 · 2006 · 2007 · 2008 · 2009 · 2010 · 2011 · 2012 · 2013 · 2014 · 2015 · 2016 · 2017 · 2018 · 2019 · 2020 · 2021 · 2022 · 2023 · 2024